# Leobner Hütte
Leobner Hütte je horská chata nacházející se v pohoří Hochschwab, v Rakouských Alpách. Chata je ve vlastnictví Rakouského Alpenvereinu, sekce Leoben. Kapacita chaty činí 21 lůžek. Otevřena je i restaurace. Chata nemá zimní prostor.

## Poloha
Leobner Hütte leží zhruba 7,5 km severovýchodně od města Eisenerz, pod sedlem Hirscheggsattel (1699 m) oddělující od sebe masiv Griesmauer a Polster. 2,5 km jihozápadně od chaty leží lyžařské středisko roztroušené podle silničního sedla Präbichl.

## Přístup
- z Eisenerz (944 m) čas 2.30 (dvě hodiny, třicet minut)
- z Präbichl (1232 m) čas 1.15
- z Tragöß (780 m) čas 3.30
- z Vordernberg (839 m) čas 2.30

## Možné cíle
- Griesmauer (2015 m) čas 1.30
- TAC Spitze (2019 m) čas 1.45
- Hochturm (2081 m) čas 1.30
- Polster (1910 m) čas 1.00
- Leobner Mauer (1870 m) čas 1.00